# 248
248 (CCXLVIII) je bilo prestopno leto, ki se je po julijanskem koledarju začelo na soboto.

## Dogodki
- 1. januar